# Ligamento utero-sacro

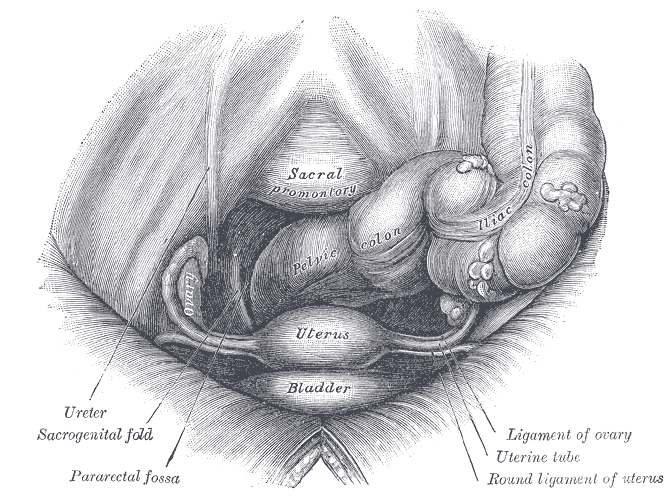
Piso de la pelvis. Se ven las relaciones entre útero y sacro. Dibujo semiesquemático (año 1858).

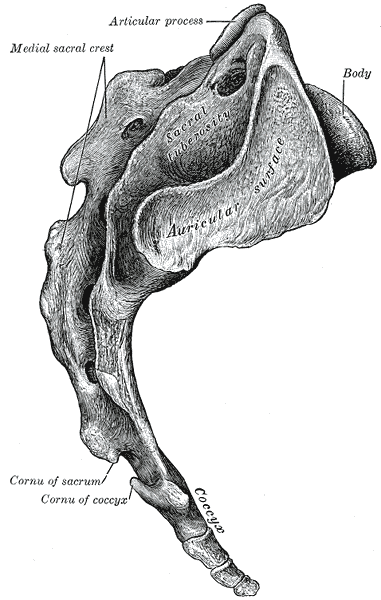
Vista lateral del hueso Sacro. Dibujo semiesquemático (año 1858).

En anatomía  pelviana los ligamentos uterosacros o  ligamentos posteriores o repliegues de Douglas, se reconocen como pliegues peritoneales laterales y simétricos. Son estructuras fibromusculares que intevienen en la fijación del útero.

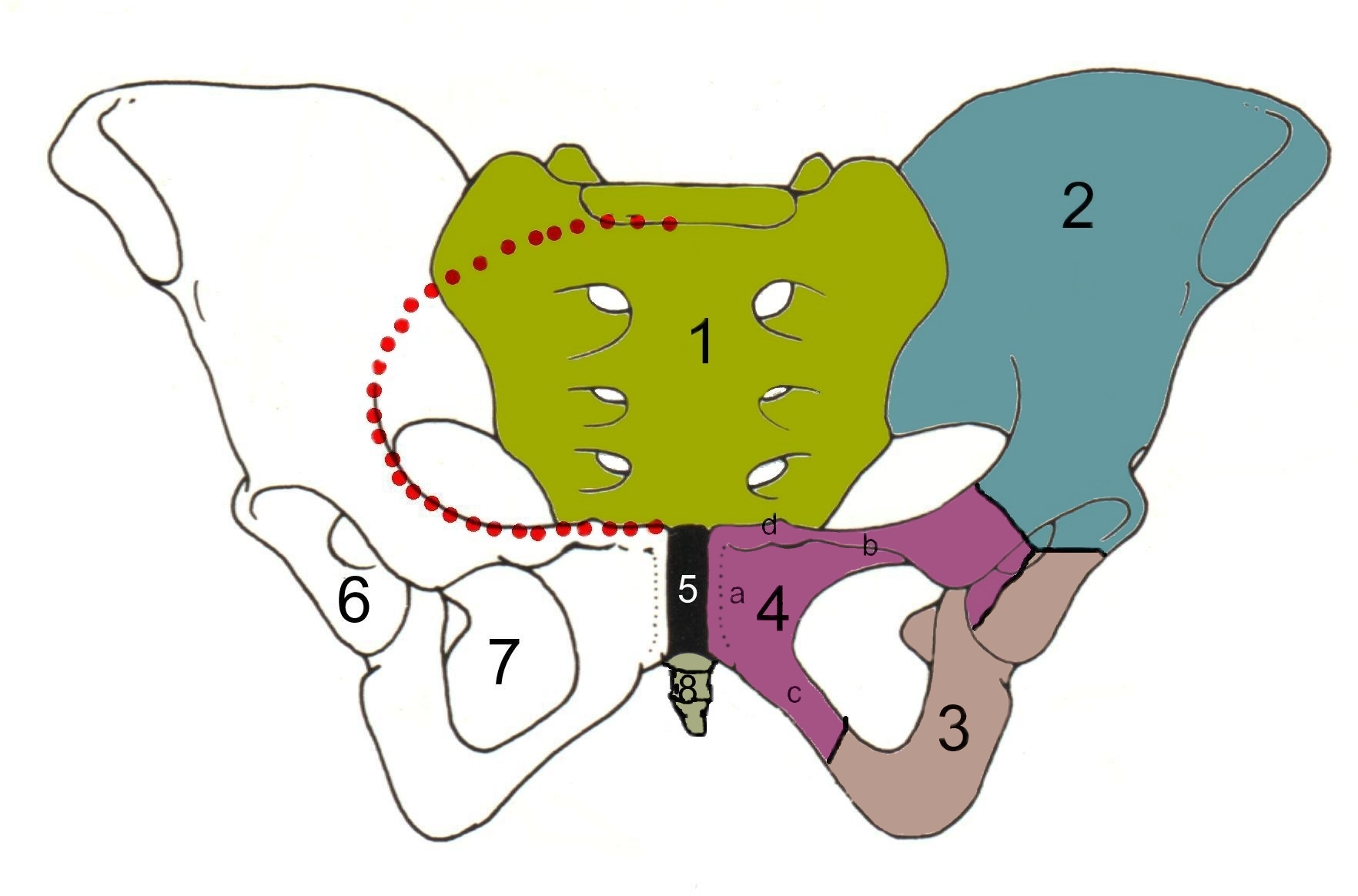
Huesos que componen la pelvis: 1) Sacro; 2) Iliaco; 3) Ísquion; 4) Púbico; 5) Sínfisis púbica

## Descripción anatómica
Se orientan espacialmente de adelante-atrás, de abajo-arriba. Nacen a cada lado de la pared posterior del útero, a nivel del orificio interno,
dirigiéndose hacia atrás, llegan al recto, al cual contornean, y luego se insertan en la cara anterior del sacro, entre la segunda y la tercera vértebra (S2-S3). En su trayecto anteroposterior describen una curva de concavidad interna. 

Tiene estrecha relación con el Fondo de Saco de Douglas. 

## Histología
Su composición histológica comprende tejido conectivo y gran cantidad de fibras musculares lisas.

## Función
Estos ligamentos uterosacros tienen un importante papel de fijación del útero a la pared posterior de la Pelvis; cuando sufren alargamiento, el cuello se dobla hacia abajo y adelante es el prolapso apical vaginal.

Cuando está presente la distensión de los ligamentos útero sacros y del soporte del ápice vaginal, la paciente puede referir incontinencia urinaria, dolor pélvico y eventualmente, podrá presentar alteraciones de la fase miccional y residuo postmiccional elevado.

Una técnica quirúrgica para el tratamiento del prolapso apical es la suspensión transvaginal alta a los ligamentos úterosacros (STALUS).